# 韩昭胤
韓昭胤（？—？），宋朝史书为宋太祖赵匡胤避讳，一作韩昭裔。五代十国后唐、后晋政治人物，唐末帝李从珂时期的枢密使、中书侍郎兼兵部尚书、同中书门下平章事。

## 后唐时期
尽管韓昭胤身居高位，但是《旧五代史》、《新五代史》都没有他的传记。他开始作为凤翔节度使（治今陕西省宝鸡市凤翔县）李从珂的节度判官。韓昭胤为李从珂参与谋议，倚为亲信。后唐长兴三年（933年），唐明宗驾崩，唐闵帝李从厚嗣位，改李从珂镇守太原，当时与李从珂共事者五人：节度判官韩昭裔、掌书记李专美、牙将宋审虔、客将房暠、孔目官刘延朗。李从珂召韩昭裔等计议，韩昭裔等人都劝李从珂造反，於是事无大小，都是他们五人谋划。清泰元年（934年）春，李从珂杀闵帝自立，四月十八，擢升为韓昭胤左谏议大夫，充端明殿学士。
同年夏五月初七，李从珂加韓昭胤枢密使。那时，李从珂正在考虑如何处理他的姐夫河东节度使（总部在今山西省太原市）石敬瑭，石敬瑭的夫人魏国公主是唐明宗的女儿。李从珂和石敬瑭在唐明宗李嗣源在位时就不和，石敬瑭最初表示支持李从厚，李从厚被李从珂打败后，石敬瑭背弃李从厚，导致李从厚自杀。石敬瑭于是到首都洛阳朝见李从珂。从凤翔来的将佐大多劝说李从珂把他羁留洛阳，不让他再回河东。明宗的夫人曹太后和魏国公主多次替石敬瑭说情。韩昭胤和李專美认为宣武节度使（总部在今河南省开封市）赵延寿正在汴梁，逼近洛都，赵延寿的义父盧龍节度使（总部在今北京市）赵德钧在幽州。为了避免赵德钧、赵延寿的疑惧，不应当猜忌石敬瑭。李从珂便仍任用他为河东节度使。
楚匡祚曾经奉李从厚之命杀死了李从珂的儿子李重吉，李从珂要杀了楚匡祚。韩昭胤说：“陛下是天下人之父，天下人都是陛下之子，用法应按至公办理。楚匡祚遵受李从厚的诏命检查李重吉的家财，不得不为。现在要族灭楚匡祚，对死者无益，反不能顺服众心。”六月十七日，李从珂把楚匡祚长期流放到登州。
宰相刘昫代判监铁、户部、度支的三司。他发现奸吏把很多不可收回的债务保留继续索求勒取，刘昫建议能查实可征收的赶快督促缴纳，无法补偿的都免除，韩昭胤赞同这个办法。八月初二，李从珂下诏把明宗长兴（930年-933年）以前户部及各道逃欠租税三百三十八万缗，全部免除，不再征收。贫苦的百姓大为欢喜，三司的官吏却埋怨不满。授韩昭胤刑部尚书、枢密使如故。
清泰二年（935年）夏四月十九日，李从珂加封枢密使、刑部尚書韩昭胤为中書侍郎、同中書門下平章事。
同年十二月十一日，李从珂任用户中书侍郎、同平章事充枢密使韩昭胤出任护国节度使（总部在今山西省运城市永济市蒲州镇）依然同平章事，充当使相。

## 后晋时期
清泰三年（936年）石敬瑭在辽国的支持下，背叛李从珂，宣布建立后晋。后唐军队被打发辽国和后晋联军击败，李从珂与家人纵火自杀，后唐灭亡。石敬瑭进入洛阳，宣布大赦。只有李从珂的亲信张延朗、刘延皓、劉延朗被处死。房暠、中书侍郎平章事马胤孙、宣徽使李专美、河中节度使韩昭胤等，虽居高职位，不诡诈逢迎，免除罪行，予以除名。
韩昭胤这些后唐罢除官职后仍在东、西两京的大臣都比较清贫困迫，石敬瑭认为他惩罚房暠、马胤孙、李专美、韩昭胤过于严厉，于是重新任用李专美为赞善大夫，天福四年（939年）四月十五日，任命韩昭胤为兵部尚书，马胤孙为太子宾客，房暠为右骁卫大将军，但立即命他们致仕，这样他们就能在不需要回归朝廷的情况下领取养老俸禄了。韩昭胤终年不详。